# Drosophila brahmagiriensis
Drosophila brahmagiriensis är en tvåvingeart som beskrevs av Muniyappa, Reddy och Krishnamurthy 1981. Drosophila brahmagiriensis ingår i släktet Drosophila och familjen daggflugor.
Artens utbredningsområde är Indien.